# Syngonanthus upembaensis
Syngonanthus upembaensis är en gräsväxtart som beskrevs av Kimp. Syngonanthus upembaensis ingår i släktet Syngonanthus och familjen Eriocaulaceae.
Artens utbredningsområde är Kongo-Kinshasa. Inga underarter finns listade i Catalogue of Life.